# William Courtenay (1553-1630)
Pour les articles homonymes, voir William Courtenay.
Sir William Courtenay, né en juin 1553 et décédé le 24 juin 1630, de Powderham, était un éminent noble et avocat du Devonshire . Il a occupé le poste de Shérif du Devon en 1579 et 1580. Par la suite, il reçut l'honneur d'être élu trois fois membre du Parlement pour le siège du comté de Devon en 1584, 1589 et 1601.

## Biographie

### Origines
William Courtenay était le seul fils et héritier de Sir William Courtenay, (vers 1529-1557) de Powderham, député de Plympton Erle, et d'Elizabeth Paulet, fille de John Paulet, 2e marquis de Winchester,. La sœur de William, Jane, a épousé Sir Nicholas Parker. Après la mort de William Courtenay père, Elizabeth Paulet épousa Sir Henry Ughtred, fils de Sir Anthony Ughtred et sa seconde épouse, Elizabeth Seymour, sœur de Jane Seymour, troisième épouse d'Henri VIII.

### Carrière
Alors que William n'a que 4 ans, en 1557, son père décède. Plus tard, il fréquenta le Middle Temple, où il reçut une formation d'avocat. Il a été anobli le 25 mars 1576 et nommé shérif de Devon en 1579-1580. Dans les années 1580, il est impliqué dans la plantation de Munster, en Irlande. Desmond Hall and Castle ainsi que Newcastle West lui ont été accordés. Sir William a été élu député du Devon en 1584, 1589 et 1601. Il faut attendre en 1831 pour qu'il soit reconnu, par une décision rétrospective de la Chambre des lords, de jure 3e comte de Devon.

### Décès
Il mourut à Londres le 24 juin 1630. Il fut enterré à Powderham Church dans le Devon. Il a été remplacé par son fils, Francis Courtenay.

## Mariages et descendance

### Premier mariage
William Courtenay épousa en premières noces Elizabeth Manners, vers le 18 janvier 1573. Elle est la fille de Henry Manners, 2e comte de Rutland. Ensemble, ils ont eu sept fils et trois filles, :
- Sir William Courtenay (mort en 1603), fils aîné et héritier présomptif. Il est fait chevalier en 1599 mais décède sans descendance avant son père[9].
- Francis Courtenay, (1576-3 juin 1638), de Powderham, député. Il deviendra héritier après le décès de son frère William en 1603. En 1831, il a été reconnu rétrospectivement comme ayant été de jure 4e comte de Devon.
- Thomas Courtenay
- Sir George Oughtred Courtenay (né entre 1580 et 1585), Ie baronnet de Newcastle, Limerick. Il se marie en 1616, à Catherine Berkeley, fille de Francis Berkeley de Askeaton[10]. Ensemble, ils ont eu trois fils:Sir William Courtenay (né vers 1616), 2e baronnet de Newcastle, Limerick, Francis Courtenay (né vers 1617) et Morris Courtenay
- Jean Courtenay
- Alexandre Courtenay
- Edouard Courtenay
- Margaret Courtenay, fille aînée. Elle épousa d'abord Sir Warwick Hele (1568-1626) de Wembury dans le Devon, député. Elle épousa ensuite Sir John Chudleigh (né en 1584), fait chevalier par le roi Charles Ier le 22 septembre 1625, 3e fils de John Chudleigh (1565-1589) d'Ashton, Devon, et frère cadet de Sir George Chudleigh (d.1656)[4].
- Brigitte Courtenay
- Elizabeth Courtenay, 3e fille, qui épousa Sir William Wrey, 1er baronnet de Tawstock dans le Devon[4].

### Deuxième mariage
William Courtenay épousa en secondes noces Elizabeth Sydenham (d. 1598), fille de Sir George Sydenham, de Combe Sydenham dans le Somerset, et veuve de Sir Francis Drake (d. 1596).

### Troisième mariage
Troisièmement, il épousa Jane Hill, fille de Robert Hill de Taunton dans le Somerset.